# Părva profesionalna futbolna liga 2023-2024
La Părva profesionalna futbolna liga 2023-2024, anche conosciuta come Efbet Liga per ragioni di sponsorizzazione, è stata la 100ª edizione della massima serie del campionato bulgaro di calcio, la 79ª disputata sotto la formula di un campionato di lega, iniziata il 14 luglio 2023 e terminata il 26 maggio 2024.
Il Ludogorec, squadra campione in carica, si è riconfermata in questa stagione, vincendo il titolo per la tredicesima volta nella sua storia, la tredicesima consecutiva.

## Stagione

### Novità
Dalla Vtora Liga sono stati promossi Etăr e Krumovgrad, classificatesi nei primi due posti nella stagione precedente.
Dalla Părva Liga 2022-2023 sono stati retrocessi Septemvri Sofia e Spartak Varna, classificati nelle ultime due posizioni in campionato.

### Formula
Le 16 squadre partecipanti si affrontano in una prima fase con gare di andata-ritorno, per un totale di 30 giornate. Al termine della prima fase, le prime sei squadre classificate si qualificano per i play-off, in cui si scontrano in gare di sola andata; le squadre classificate dal 7º al 10º posto si qualificano per i play-off di Conference League, dove si affrontano in gare di andata e ritorno, per un totale di ulteriori 6 giornate; infine, le squadre dall'11º al 16º si qualificano per i play-out, scontrandosi tra di loro in gare di andata e ritorno.
Al termine della stagione la squadra campione si qualifica per il primo turno di qualificazione della UEFA Champions League 2024-2025. La squadra classificata al secondo posto si qualifica per il secondo turno di qualificazione della UEFA Conference League 2024-2025. La vincente dei Play-off Conference League affronta la terza classificata nel girone dei Play-off per un ulteriore posto in Conference League. La penultima classificata disputa uno spareggio promozione retrocessione contro la seconda classificata in Vtora Liga. L'ultima classificate nel girone dei play-out retrocede direttamente in Vtora liga.

## Squadre partecipanti
| Club              | Città          | Stadio                        | Stagione precedente  |
| ----------------- | -------------- | ----------------------------- | -------------------- |
| Arda Kărdžali     | Kărdžali       | Arena Arda                    | 7° in PPFL           |
| Beroe             | Stara Zagora   | Stadio Beroe                  | 14° in PPFL          |
| Botev Plovdiv     | Plovdiv        | Stadio Hristo Botev, Plovdiv  | 10° in PPFL          |
| Botev Vraca       | Vraca          | Stadio Hristo Botev, Vraca    | 13° in PPFL          |
| Černo More Varna  | Varna          | Stadio Tiča                   | 6° in PPFL           |
| CSKA 1948 Sofia   | Sofia          | Stadio nazionale Vasil Levski | 3° in PPFL           |
| CSKA Sofia        | Sofia          | Stadio dell'Esercito bulgaro  | 2° in PPFL           |
| Etăr              | Veliko Tărnovo | Stadio Ivaylo                 | 1° in Vtora Liga     |
| Hebăr Pazardžik   | Pazardžik      | Stadio Georgi Benkovski       | 12° in PPFL          |
| Krumovgrad        | Plovdiv        | Stadio Krumovgrad             | 2° in Vtora Liga     |
| Levski Sofia      | Sofia          | Stadio Georgi Asparuhov       | 4° in PPFL           |
| Lokomotiv Plovdiv | Plovdiv        | Stadio Lokomotiv, Plovdiv     | 5° in PPFL           |
| Lokomotiv Sofia   | Sofia          | Stadio Lokomotiv, Sofia       | 9° in PPFL           |
| Ludogorec         | Razgrad        | Ludogorec Arena               | Campione di Bulgaria |
| Pirin Blagoevgrad | Blagoevgrad    | Stadio Hristo Botev           | 11° in PPFL          |
| Slavia Sofia      | Sofia          | Stadio Slavia                 | 8° in PPFL           |

### Allenatori e primatisti
Aggiornato al 22 aprile 2024
| Squadra           | Allenatore                                                               | Calciatore più presente | Cannoniere |
| ----------------- | ------------------------------------------------------------------------ | ----------------------- | ---------- |
| Arda Kărdžali     | Aleksandăr Tunčev (1ª-22ª) Nikolay Kirov (23ª-)                          |                         |            |
| Beroe             | Gustavo Aragolaza (1ª-9ª) José Acciari (10ª-)                            |                         |            |
| Botev Plovdiv     | Stanislav Genčev (1ª-6ª) Rafael Ferreira (7ª-8ª) Dušan Kerkez (9ª-)      |                         |            |
| Botev Vraca       | Daniel Morales (1ª-9ª) Hristo Janev (10ª-)                               |                         |            |
| Černo More Varna  | Ilian Iliev                                                              |                         |            |
| CSKA 1948 Sofia   | Atanas Ribarski (1ª-5ª) Nikolay Panayotov (6ª-27ª) Valentin Iliev (28ª-) |                         |            |
| CSKA Sofia        | Saša Ilić (1ª-2ª) Nestor El Maestro (3ª-29ª) Stamen Belčev (30ª-)        |                         |            |
| Etăr              | Emanuel Lukanov (1ª-11ª) Marin Stefanov (12ª) Svetoslav Petrov (13ª-)    |                         |            |
| Hebăr Pazardžik   | Ljuboslav Penev                                                          |                         |            |
| Krumovgrad        | Nemanja Miljanović (1ª-15ª) Stanislav Genčev (16ª-)                      |                         |            |
| Levski Sofia      | Nikolaj Kostov                                                           |                         |            |
| Lokomotiv Plovdiv | Aleksandăr Tomaš                                                         |                         |            |
| Lokomotiv Sofia   | Stoycho Stoev (1ª-8ª) Danilo Dončić (9ª-)                                |                         |            |
| Ludogorec         | Ivajlo Petev (1ª-14ª) Georgi Dermendžiev (15ª-)                          |                         |            |
| Pirin Blagoevgrad | Radoslav Mitrevski (1ª-7ª) Ivo Trenchev (8ª-19ª) Oleksandr Babyč (20ª-)  |                         |            |
| Slavia Sofia      | José Mari Bakero (1ª-9ª) Ivan Kolev (10ª-14ª) Zlatomir Zagorčić (15ª-)   |                         |            |

## Prima fase

### Classifica
Aggiornato al 12 aprile 2024
|  | Pos. | Squadra           | Pt | G  | V  | N  | P  | GF | GS | DR  |
|  | ---- | ----------------- | -- | -- | -- | -- | -- | -- | -- | --- |
|  | 1.   | Ludogorec         | 75 | 30 | 24 | 3  | 3  | 78 | 15 | +63 |
|  | 2.   | CSKA Sofia        | 63 | 30 | 19 | 6  | 5  | 50 | 19 | +31 |
|  | 3.   | Černo More Varna  | 62 | 30 | 18 | 8  | 4  | 47 | 25 | +22 |
|  | 4.   | Lokomotiv Plovdiv | 55 | 30 | 16 | 7  | 7  | 50 | 34 | +16 |
|  | 5.   | Levski Sofia      | 54 | 30 | 16 | 6  | 8  | 45 | 26 | -19 |
|  | 6.   | Krumovgrad        | 44 | 30 | 12 | 8  | 10 | 35 | 35 | 0   |
|  | 7.   | Botev Plovdiv     | 44 | 30 | 12 | 8  | 10 | 47 | 33 | +14 |
|  | 8.   | CSKA 1948 Sofia   | 43 | 30 | 11 | 10 | 9  | 30 | 26 | 4   |
|  | 9.   | Arda Kărdžali     | 39 | 30 | 11 | 6  | 13 | 32 | 32 | 0   |
|  | 10.  | Slavia Sofia      | 33 | 30 | 9  | 6  | 15 | 28 | 45 | -17 |
|  | 11.  | Beroe             | 33 | 30 | 9  | 6  | 15 | 24 | 42 | -18 |
|  | 12.  | Pirin Blagoevgrad | 30 | 30 | 7  | 9  | 14 | 23 | 41 | -18 |
|  | 13.  | Hebăr Pazardžik   | 30 | 30 | 8  | 6  | 16 | 32 | 44 | -12 |
|  | 14.  | Lokomotiv Sofia   | 28 | 30 | 8  | 4  | 18 | 22 | 56 | -34 |
|  | 15.  | Botev Vraca       | 22 | 30 | 6  | 4  | 20 | 22 | 53 | -31 |
|  | 16.  | Etăr              | 14 | 30 | 3  | 5  | 22 | 17 | 56 | -39 |

## Seconda fase

### Play-off

#### Classifica finale
|                     | Pos. | Squadra           | Pt | G  | V  | N  | P  | GF | GS | DR  |
| ------------------- | ---- | ----------------- | -- | -- | -- | -- | -- | -- | -- | --- |
| Bulgaria (bandiera) | 1.   | Ludogorec         | 82 | 35 | 26 | 4  | 5  | 87 | 24 | +63 |
|                     | 2.   | Černo More Varna  | 75 | 35 | 22 | 9  | 4  | 56 | 26 | +30 |
|                     | 3.   | CSKA Sofia        | 67 | 35 | 20 | 7  | 8  | 56 | 27 | +29 |
|                     | 4.   | Levski Sofia      | 64 | 35 | 19 | 7  | 9  | 50 | 30 | +20 |
|                     | 5.   | Lokomotiv Plovdiv | 58 | 35 | 17 | 7  | 11 | 53 | 44 | +9  |
|                     | 6.   | Krumovgrad        | 49 | 35 | 13 | 10 | 12 | 45 | 45 | +0  |

Legenda:
      Campione di Bulgaria e ammessa al primo turno di qualificazione della UEFA Champions League 2024-2025
      Ammessa al secondo turno di qualificazione della UEFA Conference League 2024-2025
 Ammessa allo spareggio per l'UEFA Conference League 2024-2025
Regolamento:
Tre punti per la vittoria, uno per il pareggio, zero per la sconfitta.
|  | Pos. | Squadra         | Pt | G  | V  | N  | P  | GF | GS | DR  |
|  | ---- | --------------- | -- | -- | -- | -- | -- | -- | -- | --- |
|  | 7.   | CSKA 1948 Sofia | 52 | 36 | 13 | 13 | 10 | 35 | 30 | +5  |
|  | 8.   | Arda Kărdžali   | 51 | 36 | 14 | 9  | 13 | 39 | 35 | +4  |
|  | 9    | Botev Plovdiv   | 45 | 36 | 12 | 9  | 15 | 15 | 50 | +8  |
|  | 10.  | Slavia Sofia    | 43 | 36 | 12 | 7  | 17 | 35 | 51 | -16 |

Legenda:
 Ammessa allo spareggio per l'UEFA Conference League 2024-2025
Regolamento:
Tre punti per la vittoria, uno per il pareggio, zero per la sconfitta.

### Spareggio Europa Conference League
|            | Risultati |                 | Luogo e data   |
| ---------- | --------- | --------------- | -------------- |
| CSKA Sofia | 0 - 2     | CSKA 1948 Sofia | 31 maggio 2024 |

### Play-out

#### Classifica finale
|  | Pos. | Squadra           | Pt | G  | V  | N  | P  | GF | GS | DR  |
|  | ---- | ----------------- | -- | -- | -- | -- | -- | -- | -- | --- |
|  | 11.  | Beroe             | 42 | 35 | 12 | 6  | 17 | 30 | 46 | +16 |
|  | 12.  | Lokomotiv Sofia   | 39 | 35 | 11 | 6  | 18 | 30 | 58 | -28 |
|  | 13.  | Hebăr Pazardžik   | 34 | 35 | 9  | 7  | 19 | 35 | 49 | -14 |
|  | 14.  | Botev Vraca       | 33 | 35 | 9  | 6  | 20 | 28 | 56 | -28 |
|  | 15.  | Pirin Blagoevgrad | 32 | 35 | 7  | 11 | 17 | 26 | 48 | -22 |
|  | 16.  | Etăr              | 17 | 35 | 3  | 8  | 24 | 22 | 66 | -44 |

Legenda:
 Ammessa allo Spareggio promozione-retrocessione.
      Retrocesse in Vtora Liga 2023-2024
Regolamento:
Tre punti per la vittoria, uno per il pareggio, zero per la sconfitta.

### Spareggio promozione-retrocessione
|             | Risultati |               | Luogo e data   |
| ----------- | --------- | ------------- | -------------- |
| Botev Vraca | 2 - 1     | Marek Dupnica | 30 maggio 2024 |